# Georg Philipp Schmitt

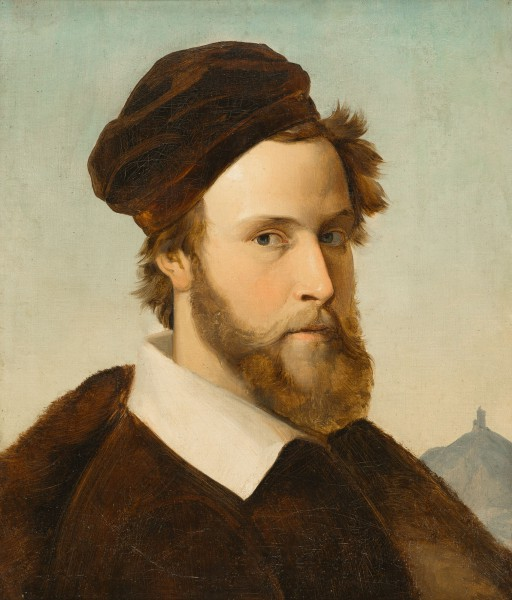
Georg Philipp Schmitt, Jakob Becker von Worms, Kopie nach Wilhelm Schadow, um 1840

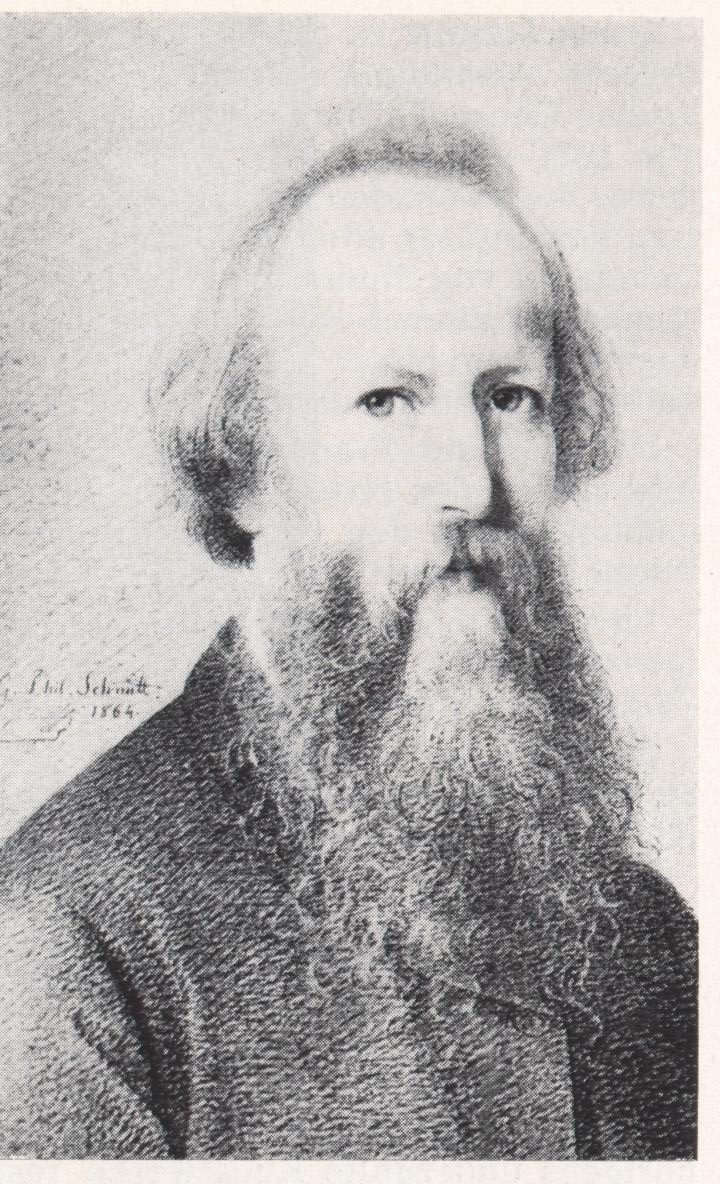
Georg Philipp Schmitt, Selbstporträt, Zeichnung, 1864

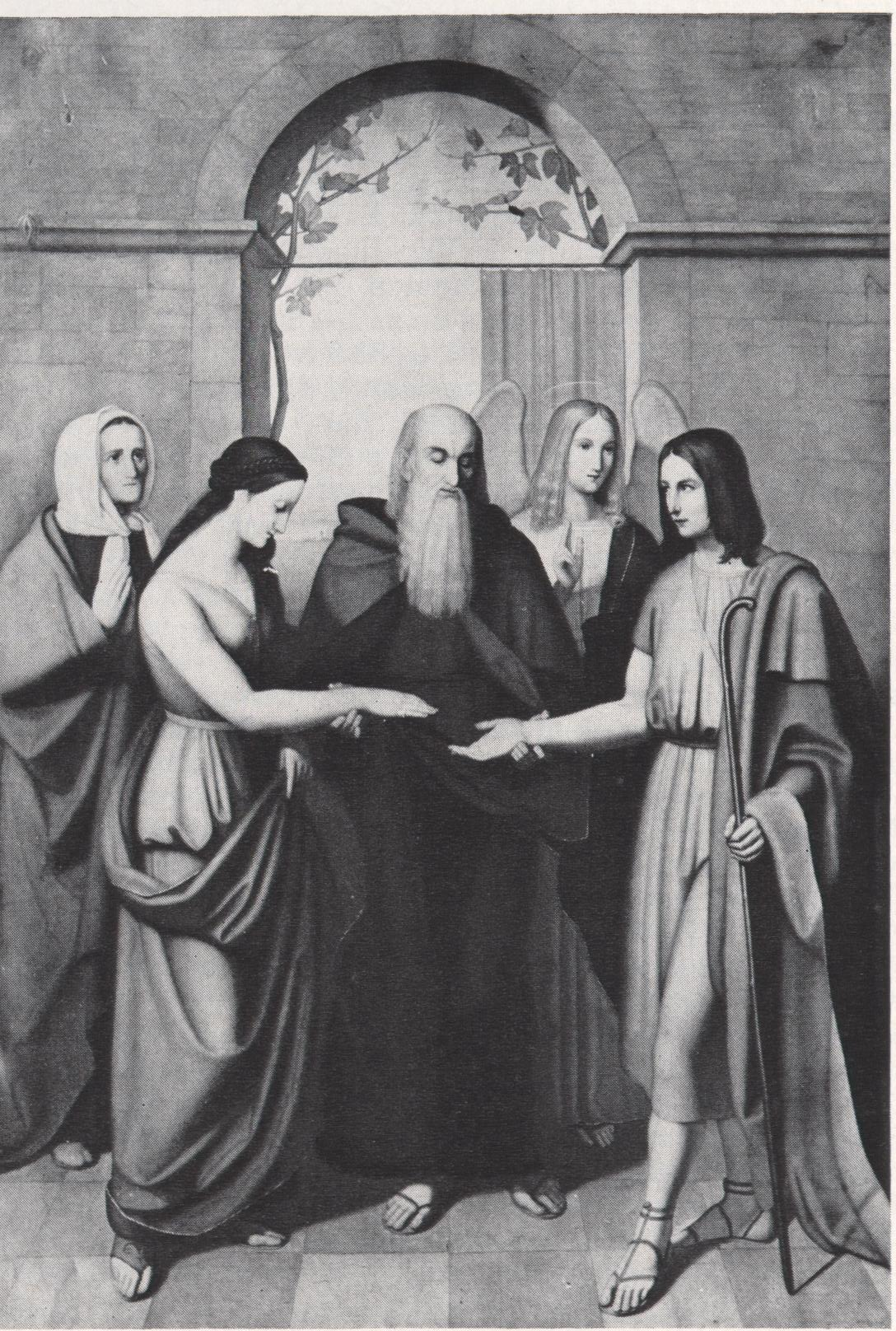
„Die Verlobung des Tobias“, erstes berühmteres Gemälde von Georg Philipp Schmitt, 1830. Tobias ist ein Selbstbildnis des Malers, das ältere Paar trägt die Gesichtszüge seiner Eltern.

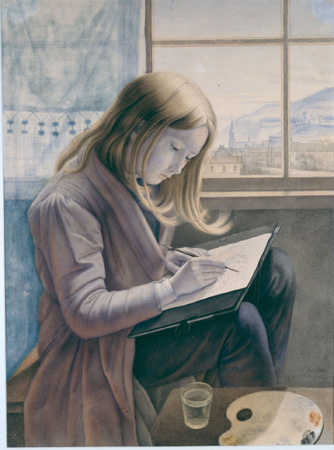
Aquarell von Georg Philipp Schmitt, 1848, seinen Sohn Guido Philipp Schmitt malend darstellend; im Hintergrund Ansicht von Heidelberg.

Georg Philipp Schmitt (* 28. Oktober 1808 in Spesbach, heute ein Ortsteil von Hütschenhausen, Westpfalz; † 19. Januar 1873 in Heidelberg) war ein deutscher Kunstmaler, der dem Heidelberger Romantikerkreis und den Nazarenern angehörte. Er entstammt der Heidelberger Malerdynastie Schmitt – auch seine Söhne Guido Philipp Schmitt und Nathanael Schmitt sowie sein Bruder Franz Schmitt waren namhafte Maler. Georg Philipp Schmitt war ihr Lehrer und ist der bedeutendste unter ihnen.

## Leben
Georg Philipp Schmitt war eines von 14 Kindern des aus Miltenberg stammenden Steuerbeamten Simon Joseph Schmitt, einem in der französischen Revolutionszeit aus dem Kloster ausgetretenen und mit Caroline Krieger aus Wolfstein verheirateten Franziskanerpater. Der Junge wurde zwar in Spesbach geboren, wuchs jedoch auf dem familieneigenen Gutshof in Wolfstein auf. 1822 zog die Familie nach Heidelberg. Dort besuchte Georg Philipp 1½ Jahre lang das Gymnasium und ließ sich dann von Christian Xeller, einem Freund der Familie, in der Malerei ausbilden.
Im Februar 1825 war Xellers Jugendfreund, der Maler Peter von Cornelius, aus München zu Besuch nach Heidelberg gekommen. In dessen Hände legte Xeller nun die Weiterbildung seines Lieblingsschülers Georg Philipp Schmitt und noch im gleichen Monat war der angehende Maler an der Akademie der bildenden Künste in München tätig. Cornelius verschaffte ihm alsbald ein Stipendium von 150 Gulden pro Jahr und Schmitt lernte außer bei seinem Förderer auch noch bei Julius Schnorr von Carolsfeld die Porträt- und Historienmalerei und bei Ferdinand von Olivier die Landschaftskunst. Einen väterlichen Freund besaß der junge Mann während jener Zeit in dem Philologen Friedrich Wilhelm von Thiersch, dem er später ein großes Bild der Heidelberger Borussen widmete. Mit Schmitt zusammen lernten in München die Maler Johann Schraudolph, Ferdinand Fellner und Philipp Foltz.
1830 verließ Georg Philipp Schmitt München, da er sich mit seinem Förderer Peter von Cornelius entzweit hatte. Er hielt sich vorübergehend in der alten Heimat Wolfstein auf und übersiedelte dann endgültig nach Heidelberg. Dort ließ er sich als „Historien- und Porträtmaler“ nieder und erwarb sich schon bald einen schönen Kundenkreis. Im Dezember 1833 heiratete er Eva Kayser (1808–1888), Tochter eines angesehenen Heidelberger Bäckermeisters. Mit ihr hatte er sechs Kinder, davon vier Töchter.
Zwischen 1831 und 1840 lag nach Ansicht des Heidelberger Kunsthistorikers Karl Lohmeyer seine fruchtbarste Schaffensphase. In dieser Zeit unternahm Georg Philipp Schmitt viele Kunstreisen in die benachbarte Pfalz, wobei er oft auch in seiner früheren Heimat Wolfstein weilte und dort zahlreiche Aquarelle schuf, vornehmlich Ansichten des Ortes und Motive aus dem Lautertal. Neben romantisierenden Landschaftsbildern und Stillleben entstanden gegen Ende der 1830er-Jahre auch mehr und mehr historisch-religiöse Werke. Darin sind deutliche Anklänge an die strenge Schule der Nazarener zu spüren, jedoch gemildert durch wärmere farbliche Tönungen. Eines der typischen Hauptwerke dieser Schaffensperiode ist die große Kreuzigungsdarstellung in der katholischen Pfarrkirche von Hohensachsen bei Heidelberg.
Haupteinnahmequelle blieb für Georg Philipp Schmitt die Porträtmalerei. Besonders die reichen Familien der Westpfalz – etwa Lilier, Wies, von Hohenfels, von Korbach in Zweibrücken, Benzino in Landstuhl, Zott in Homburg, Weber in Kaiserslautern – ließen sich reihenweise von Schmitt porträtieren. Auch bei der fürstlichen Familie von Wrede existiert eine Reihe von Familienbildern aus seiner Hand. Zahlreiche Russen und Engländer, die sich damals in Heidelberg aufhielten, ließen sich von Schmitt malen und verbreiteten seinen Ruhm auch in ihren Heimatländern. Das war später seinem Sohn Guido Schmitt, der zeitweise in London als Porträtmaler lebte, sehr nützlich. Auch Porträtserien der Heidelberger Universitätsprofessoren sind von Georg Philipp Schmitts Hand erhalten. Bemerkenswert ist, dass sich der Speyerer Bischof Johannes von Geissel und der Speyerer Dompropst und Domkapitular Joseph Sales Miltenberger von dem protestantischen Künstler malen ließen. Miltenberger – selbst ein früherer Franziskaner – kannte den Vater des Malers noch aus der Zeit, als dieser Franziskaner war. Dennoch scheint das Verhältnis ungetrübt gewesen zu sein. Von Georg Philipp Schmitts Bruder Franz Schmitt ist bekannt, dass er mit Geissels Nachfolger, Bischof Nikolaus von Weis, befreundet war und diesen 1862 nach Rom begleitete.
Georg Philipp Schmitt engagierte sich zusammen mit Charles de Graimberg beim Aufbau der Heidelberger Kunst- und Altertumssammlung, die später im Kurpfälzischen Museum aufging. Seine eigene Sammlung enthielt Werke von Veronese, van Dyck, Poussin, de Heem, Dürer, Correggio und Holbein d. J. Zu seinem Freundeskreis in Heidelberg gehörten unter anderem die Maler Christian Philipp Koester, Friedrich Veith, Eduard von Steinle und der Dichter Justinus Kerner. Von seinen Schülern sind der Bruder Franz, die Söhne Guido Philipp und Nathanael sowie die Maler Felix Faller, Heinrich Wilhelmi und Werner Hunzinger besonders zu nennen.
Georg Philipp Schmitt unternahm häufige und längere Kunstreisen den Rhein hinab sowie durch Belgien, Luxemburg und Frankreich. In Italien war er offenbar nie. Als sein Sohn Guido Philipp es in England als Porträtmaler zu Ruhm und Ansehen gebracht hatte, besuchte er ihn öfter dort. 1863 konnte er sich schließlich, auch dank der Unterstützung seines Sohnes Guido, ein eigenes Haus in Heidelberg kaufen, am Klingenteich 6, mit Blick ins Neckartal. Hier verlebte er sein Alter und verstarb am 19. Januar 1873 nach langem und schwerem Leiden. Die Grabrede nennt den Maler einen „liebenswürdigen und bescheidenen Mann, der für alle Menschen ein warmes Herz, für alles Gute, Schöne und Edle einen offenen und freien Sinn hatte, der die Kunst mehr liebte als sich selbst und was er geschaut im unsichtbaren Reich des ewig Schönen, verkündigte mit der Sprache seines Pinsels…“
Carl Leonhard (1848–1930), langjähriger Direktor der Heidelberger Portland-Zement-Fabrik, war der Sohn seiner Schwester Margaretha Leonhard geb. Schmitt (1811–1895).